# Escull de Filippo
L'escull Filippo és un escull que es troba a l'oceà Pacífic a 05°30′S 151°50′O, a 450 quilòmetres a l'est de l'illa Starbuck, a les Illes de la Línia. El capità de la barca italiana Filippo va informar que l'escull havia estat vist el 28 de juny de 1886. A partir d'un informe no identificat de trencants datat el 1926, es va estimar que tenia una profunditat d'aigua de només 0,6 a 0,9 metres, i semblava tenir uns 1,6 quilòmetres de llargada de nord-oest a sud-est, i menys d'amplada.
L'únic albirament referenciat mostra una data de 1926. Les dades topogràfiques proporcionades per la Carta Batimètrica General dels Oceans (GEBCO), però, mostren una profunditat marina de 5,3 km.
Per tant, és probable que aquest informe de 1926 sigui un error, i que l'escull Filippo sigui una illa fantasma, i que, per tant, qualsevol mapa que el mostri es basi en l'informe de 1926 i també sigui erroni. No obstant això, està marcat a l'edició de 2015 de l'Atles Nacional Geogràfic del Món.